# Tissemsilt
 (avril 2011).
Si vous disposez d'ouvrages ou d'articles de référence ou si vous connaissez des sites web de qualité traitant du thème abordé ici, merci de compléter l'article en donnant les références utiles à sa vérifiabilité et en les liant à la section « Notes et références ».
Tissemsilt (en arabe تسمسيلت, en berbère ⵜⵉⵙⵎⵙⵉⵍⵜ) anciennement Vialar lors de la colonisation française, est une commune algérienne de la wilaya de Tissemsilt dont elle est le chef-lieu.

## Toponymie
Tissemsilt est un nom d'origine berbère signifiant « coucher de soleil » ou bien « Passage de soleil »[réf. nécessaire].
La ville prit le nom de Vialar lors de la colonisation française, et reprit son ancien nom d’origine berbère après l’indépendance de l’Algérie.

## Géographie
Tissemsilt est située à 245 km au sud-ouest d'Alger, au niveau de la partie septentrionale du plateau du Sersou, à une altitude de 900 m.
| Sidi Abed                  | Ouled Bessem               |                            |
| Ammari                     | Tissemsilt                 | Khemisti                   |
| Sebaïne (wilaya de Tiaret) | Hamadia (wilaya de Tiaret) | Bougara (wilaya de Tiaret) |

## Histoire

### Antiquité
La ville de Tissemsilt a été fondée au IVe siècle av. J.-C., intégrée par la suite au royaume de Numidie, elle passe sous le contrôle de la Maurétanie après la chute de Jugurtha roi berbère en 105 av. J.-C.[réf. nécessaire].
En l’an 30 av. J.-C., les Romains conquirent la ville et lui donnèrent le nom de Columnata. Auguste en fit une colonie militaire formée essentiellement de soldats de la 2e Légion. Beaucoup de vestiges, comme des mosaïques avec des inscriptions romaines datant de cette époque, ont été retrouvés[réf. nécessaire].

Blason de Tissemsilt pendant la période coloniale

Elle devient par la suite une zone militaire et un centre de contrôle pour la production agricole, de céréales et de légumes secs, d’olives, de raisins et aussi de bois.

### Colonisation française
La région est occupée par les colons Français en 1860. En 1890, la ville est nommée Vialar.
L’ancien village colonial, dont plus tard émergèrent le quartier européen appelé quartier espagnol (Karti sbénioul) et le quartier indigène appelé Derb, a été créé vers la fin du XIXe siècle, sur le site d’un village berbère qui se nommait Thassemsilt.
Malgré son éloignement des routes traditionnelles du commerce, la ville fait d’abord partie du département d'Alger lorsque le pays est divisé en trois départements. Elle est ensuite rattachée au département d'Orléansville (actuellement Chlef) puis, en 1958, au département de Tiaret.

### Indépendance
Tissemsilt était une daïra de la wilaya de Tiaret jusqu’en 1984 où elle devint wilaya à son tour après le nouveau découpage administratif de 1984.